# Airbus A310 MRT
Airbus A310 MRT (Multi-role Transport) är ett tvåmotorigt militärt transportflygplan. Den bygger på flygplanstypen Airbus A310, och ligger till grund för lufttanknings- och transportflygplanet Airbus A310 MRTT. 

## Användare
(Juni 2005)
- Kanada (Canadian Forces): 3 st A310 MRT och 2 st A310 MRTT (båda varianter under namnet CC-150 Polaris)
- Frankrike (Armée de l'Air: 3 st A310 MRT
- Thailand (Royal Thai Air Force): 1 st A310 MRT
- Belgien: 2 st A310 MRT
- Spanien: 2 st A310 MRT
- Kuwait: 1 st A310 MRT
- Qatar (Amiri Flight): 1 st A310 MRT
- Brunei (Sultan's Flight): 1 st A310 MRT